# Edicions d'Aportació Catalana
Edicions d'Aportació Catalana fou una editorial fundada el 1962 per Joan Ballester i Canals amb el suport de Joan Fuster. Establert a la rebotiga de la llibreria Públia a Barcelona, va publicar la col·lecció «Entre tots ho farem tot» una cinquantena d'assaigs i estudis divulgatius sobre temes d'interès polític. A la darreria del franquisme, publicar en català sobre temes polítiques anava a frec de la legalitat. Uns llibres van ser prohibits i confiscats, però la venta va continuar clandestinament. Deixà de publicar el 1968.

## Títols apareguts[5]
1. Qüestió de noms de Joan Fuster (1962)[6]
2. Les llengües europees, de Jordi Ventura
3. Per la continuïtat de la Renaixença, de Manuel Cruells
4. Ús de les llengües vernacles en l'ensenyament, de la UNESCO
5. L'Home, la Nació i l'Estat, de Francesc Maspons i Anglasell
6. Orígens del caràcter de Carles Muñoz i Espinalt (1963)
7. Els catalans indiferents de Manuel Cruells (1964)
8. Els catalans i l'occitanisme, Recull de textos aplegats i comentats, de JVS
9. 'Tothom ha d'ésser-hi, de Francesc Lorenzo
10. Sentit polític dels catalans de Carles Muñoz i Espinalt (1964)
11. Diàleg europeu, de Manuel Cruells
12. L'home nacional, de Marc Aureli Vila
13. Cinc temes sobre civisme, de C I Sonnenberg
14. La construcció política d'Europa, Communauté Européene
15. Vida del treball a tallers i fàbriques, de Joel Ventura
16. Seny no és timidesa, de Carles Muñoz i Espinalt
17. Els problemes de demà d'Esteve Albert i Corp
18. Narracions d'avui, de Jaume Reixac i altres
19. Les parles maternes de Michel Legris (1965)
20. Les migracions, de Marc Aureli Vila
21. Promoció directiva, d'E. Ferrer Garriga
22. Els no catalans i nosaltres, de Manuel Cruells
23. Alacant, a part de Josevicente Mateo i Navarro (1966)
24. La comunitat bretona a l'Estat francès de Yann Fouéré
25. Un mercat per al senyor Esteve, de Carles Muñoz Espinalt
26. Imperialisme a l'est europeu, recull d'articles, amb pròleg de Manuel Cruells
27. De cara al futur, d'Antoni Ribera
28. Els silencis de Catalunya, de Manuel Cruells
29. L'empresa cooperativa, d'Albert Pérez Baró
30. Resistència (la Irlanda ocupada pels anglesos), de J. McGarrity (1966)
31. Pompeu Fabra, exemple i guia de Miquel Ferrer Sanxis
32. Cap a una interpretació de la història de Mallorca de Josep Melià i Pericàs
33. La pagesia catalana i els seus problemes, de Ramon Mas i Colomer (1967)
34. La revolució regionalista, de Robèrt Lafont (1968)